# 姉小路公朝
姉小路 公朝（あねがこうじ きんとも）は、鎌倉時代中期から後期にかけての公卿。権中納言・姉小路実尚の次男。官位は正二位・権中納言。

## 経歴
文永7年（1270年）従五位下に叙爵。文永8年（1271年）従五位上に進み文永11年（1274年）侍従に任ぜられる。建治3年（1277年）左近衛権少将に任ぜられ、建治4年（1278年）正五位下に叙される。弘安3年（1280年）従四位下・右近衛権少将に叙任。弘安8年（1275年）従四位上に昇り、弘安11年（1278年）正四位下・左近衛中将となる。
近衛府右近衛中将を経て、正安元年（1299年）後伏見天皇の蔵人頭に補される。正安2年12月（1301年2月）参議に任ぜられ公卿に列す。正安3年（1301年）3月伊予権守を兼任。同年4月に従三位に叙されるが、小除目により公朝と同日に参議に任じた持明院保藤・藤原俊雅らと共に辞任する。
徳治2年（1307年）正三位に叙される。延慶3年（1310年）従二位に叙され、正和2年（1313年）権中納言に任ぜられるが、わずか1ヵ月後に辞退した。納言に任じた後着陣することは無かった。正二位に叙され、本座を聴される。文保元年（1317年）9月3日に出家し、23日に薨去した。

## 官歴
※以下、註釈の無いものは『公卿補任』・『姉小路家譜』の記載に従う。
- 文永7年（1270年）正月5日：従五位下に叙爵。
- 文永8年（1271年）正月5日：従五位上に叙す。
- 文永11年（1274年）10月20日：侍従に任ず。
- 建治3年（1277年）5月14日：左近衛権少将に任ず。
- 建治4年（1278年）正月6日：正五位下に叙す。
- 弘安3年（1280年）正月5日：従四位下に叙す。2月7日：右近衛権少将に遷る[2]。
- 弘安8年（1285年）正月5日：従四位上に叙す。
- 弘安11年（1288年）正月5日：正四位下に叙す。2月10日：左近衛中将に転ず。
- 永仁7年（1299年）4月24日：右近衛中将に転ず。
- 正安元年（1299年）4月26日：蔵人頭に補す[3]。当時正四位下・右近衛中将。
- 正安2年12月22日（1301年2月1日）：参議に任ず。
- 正安3年（1301年）3月14日：伊予権守を兼ぬ。4月5日：辞任。従三位に叙す。
- 乾元2年（1303年）頃：伊予権守を辞す。
- 徳治2年（1307年）11月1日：正三位に叙す。
- 延慶3年（1310年）5月11日：従二位に叙す。
- 正和2年（1313年）8月7日：権中納言に任ず。9月6日：辞退（任大臣後未着陣）。9月20日：正二位に叙す。本座を聴す。
- 文保元年（1317年）9月3日：出家。9月23日：薨去。

## 系譜
- 父：姉小路実尚
- 母：源兼氏の娘
- 妻：姉小路公尚の娘
  - 長男：姉小路実次（1300年 - 1335年）
- 妻：不詳
  - 次男：姉小路実富（? - 1353年）